# ОШ „Јово Курсула” Краљево
ОШ „Јово Курсула“ је осмогодишња у Краљеву и функционише у оквиру образовног система Републике Србије. Основана је 1. септембра 1951. године.